# Archeuops vossi
Archeuops vossi es una especie de coleóptero de la familia Attelabidae.

## Distribución geográfica
Habita en Maluku (Indonesia).